# Outcast (datorspel)
Outcast är ett datorspel i action-äventyrsgenren av den belgiska spelutvecklaren Appeal, utgivet 1999 av Infogrames. Spelets intrig kretsar kring huvudpersonen Cutter Slade och dennes inblandning i storpolitiken i den främmande världen Adelpha, befolkad av en människoliknande ras. Spelmomenten utgörs av strider, problemlösning och interaktion med civilbefolkningen i Adelpha. Outcast utnämndes 1999 till "Adventure Game of the Year" av datorspelswebbplatsen Gamespot. 
En inofficiell fanskapad uppföljade, open Outcast, i form av en mod till Crysis Wars är under utveckling. Från början använde projektet Gothic-motorn som grund och senare Crystal Space men har sedan dess övergått till CryEngine 2. Projektet har hittills släppt två tech-demon (Oasis 1.0 och Oasis 1.1) som kan installeras och spelas över antingen fullversionen eller demoversionen av Crysis Wars.